# Ядвига (жена Владислава Одонича)
Ядвига (пол. Jadwiga; ? — 29 декабря 1249) — жена князя познанского, калишского и гнезненского Владислава Одонича.

## Биография
Историческая литература и источники приводят несколько вариантов происхождения Ядвиги:
- из померельской династии Самборидов как дочь Мстивоя I, князя Восточного Поморья (Померелии). [2] Эта теория является наиболее распространенной в исторической литературе и генеалогических веб-сайтах.
- из чешской династии Пржемысловичей, как дочь принца Святополка, сына короля Чехии Владислава II. [3]
- из немецкой династии Андекс. [4] Это версия основывается на том, что Ядвигу называли родственницей великого магистра Тевтонского ордена Поппо фон Остерна.

После того, как Владислав Одонич был изгнан из Великой Польши своим дядей Владиславом III, он некоторое время искал поддержки в Венгрии, Чехии и Германии, прежде чем около 1218 года прибыл ко двору Святополка II, князя Восточного Поморья (Померелии), который стремился освободиться от власти князя-принцепса Польши Лешека Белого. Между 1218 и 1220 годами здесь состоялась свадьба Владислава и Ядвиги, которая скрепила союз Владислава Одонича и Святополка II. При поддержке Святополка II Владислав начал завоевание Великой Польши, которое он завершил в 1229 году.
От брака с Владиславом Одоничем у Ядвиги были дети:
- Ядвига (1218/1220 – 1234/1238), жена князя Казимира I Куявского [5] (признается не всеми историками)
- Пшемысл I (между 05.06.1220 и 04.06.1221 – 04.06.1257), князь познанский, калишский и гнезненский
- Болеслав Набожный (1224/1227 – 13/14.04.1279), князь великопольский
- Саломея (1225/1235 – 1267/1274), жена князя Конрада I Глогувского
- Евфимия (1230/1239 – 15.02.1281/1287), жена князя Владислава Опольского
- Земомысл (1229/1232 – 1235/1236)

Владислав Одонич умер 5 июня 1239 года. Ядвига пережила его на десять лет. Похоронена в кафедральном соборе в Гнезно.